# Smolno (jezioro)
Smolno – jezioro w woj. zachodniopomorskim, w powiecie wałeckim, w gminie wiejskiej Wałcz, leżące na Równinie Wałeckiej.

## Dane morfometryczne
Powierzchnia zwierciadła wody według różnych źródeł wynosi od 15,7 ha przez 16,0 ha do 17,03 ha (lustra wody) lub 18,90 ha (ogólna).
Zwierciadło wody położone jest na wysokości 104,3 m n.p.m. lub 104,1 m n.p.m. lub 104,8 m n.p.m. Średnia głębokość jeziora wynosi 4,7 m, natomiast głębokość maksymalna 10,7 m.

## Hydronimia
Według spisu opracowanego przez Komisję Nazw Miejscowości i Obiektów Fizjograficznych (KNMiOF) nazwa tego jeziora to Smolno.
Dane z państwowego rejestru nazw geograficznych podają oboczną nazwę tego jeziora: Jezioro Smolne.